# 1900–1901-es dán labdarúgó-bajnokság (első osztály)
Az 1900–1901-es Danish Superliga volt a 12. alkalommal megrendezett, legmagasabb szintű labdarúgó-bajnokság Dániában. A szezonban 5 klubcsapat vett részt.
A címvédő a Boldklubben af 1893 volt. A bajnokságot újra a Boldklubben af 1893 csapata nyerte meg.

## Tabella
| Hely. | Csapat              | M | Gy | D | V | G+ | G– | Gk  | P  | Továbbjutás vagy kiesés |
| ----- | ------------------- | - | -- | - | - | -- | -- | --- | -- | ----------------------- |
| 1.    | Boldklubben af 1893 | 8 | 6  | 0 | 2 | 23 | 11 | +12 | 12 | A szezon bajnoka        |
| 2.    | Akademisk           | 8 | 5  | 0 | 3 | 28 | 19 | +9  | 10 |                         |
| 3.    | Frem                | 8 | 5  | 0 | 3 | 23 | 17 | +6  | 10 |                         |
| 4.    | Kjøbenhavns         | 8 | 3  | 0 | 5 | 15 | 19 | −4  | 6  |                         |
| 5.    | Østerbros           | 8 | 1  | 0 | 7 | 9  | 32 | −23 | 2  |                         |